# XIV. Kelemen pápa
XIV. Kelemen pápa (Santarcangelo di Romagna, 1705. október 31. – Róma, 1774. szeptember 22.) a 249. római pápa 1769-től haláláig. 1773. augusztus 16-án feloszlatta a jezsuita rendet az abszolutizmusra törekvő európai uralkodók követelésére. A pápai rendeletet Mária Terézia 1773. szeptember 18-án tette közzé a Habsburg Birodalomban.

## Élete
18 éves korában a minorita rendbe lépett. Tanulmányainak befejeztével 1740-ben Albani Hannibal bíbornok közbenjárása folytán a Szent Bonaventura-Collegium igazgatójává nevezték kii, majd öt évvel később a Sant Ufficio, vagyis hitnyomozó gyülekezet tagjává választották, amely minőségben Ricci jezsuita generális és Spinelli bíbornok ajánlatára bíbornoki kalappal díszíttetett. 1769. május 19-én pápává választották és június 4-én ünnepélyesen megkoronázták. Mindjárt pápaságának elején jubileumot hirdetett és minden irányban élénk tevékenységet fejtett ki. A vatikáni múzeum, a későbbi Pio-Clementinum alapítása az ő műve. Nagy feltűnést keltett 1773-ban a jezsuiták eltörlését tárgyazó brévéje Dominus ac Redemptor noster, amely okmányt 1773. október 16-án ki is hirdették.
Tekintélyes irodalmi hagyatékából különösen levelei válnak ki. Ezeket Luigi Antonio Caracioli összegyűjtötte és 1776-ban olasz, majd francia nyelven ki is adta. Magyarra fordította Kónyi János (Buda, 1783). Leveleinek, beszédeinek és okmányainak egy másik kiadását Cosimo Ferdiani rendezte sajtó alá ezen címmel: Lettre, bolle e discorsi di Fra Lorenzo Ganganelli (Clemente XIV.), edizione ordinata accresciuta ed illustrata da Cosimo Ferdiani (Firenze, 1845). A pápának Harlequinnel folytatott levelezése nem eredeti; ezen levelei Clement XIV. et Carlo Bartinazzi Correspondance inédite címen előbb Párizsban, majd 1830-ban Lipcsében került a könyvpiacra. Guerra Epitome Bullarii Romanii című művében összegyűjtötte XIV. Kelemen pápa fontosabb bulláit; ezek között van a híres Dominus ec Redemptor noster bullája, továbbá a Coelestinum munerum, Cum a Deo és Romana Pontificis kezdetű brévéi, egy allokúció és számos más okirat. Említett Caraccioli 1775-ben francia nyelven megírta XIV. Kelemen pápa élettörténetét. Magyarra fordította Kováts Péter (Pozsony, 1835). Azonkivül a pápának egy német nyelven írott életrajza is megjelent ezen címmel: P. Clemens XIV. (Berlin és Lipcse, 1774, 4 kötet).

## Művei
- Documenta Catholica Omnia (latin nyelven). (Hozzáférés: 2011. december 6.)